# Tetrastichus atrocoeruleus
Tetrastichus atrocoeruleus är en stekelart som först beskrevs av Christian Gottfried Daniel Nees von Esenbeck 1834.  Tetrastichus atrocoeruleus ingår i släktet Tetrastichus och familjen finglanssteklar. Inga underarter finns listade i Catalogue of Life.